# Kutzenhausen
Kutzenhausen é uma comuna francesa na região administrativa de Grande Leste, no departamento Baixo Reno. Estende-se por uma área de 7,18 km². Em 2010 a comuna tinha 928 habitantes (densidade: 129,2 hab./km²).